# Edith Cavell
Edith Louisa Cavell (sinh ngày 4 tháng 12 năm 1865 - mất ngày 12 tháng 10 năm 1915) là một nữ y tá người Anh. Bà thường được nhắc đến do trong Chiến tranh thế giới thứ nhất đã cứu mạng sống của rất nhiều binh lính từ cả hai phe mà không phân biệt đối xử, nhất là đã giúp đỡ khoảng 200 binh lính phe Đồng minh trốn thoát khỏi nước Bỉ bị quân đội Đức chiếm đóng. Bà đã bị quân đội Đức bắt vì bị kết tội phản quốc, rồi bị kết án tử hình theo phán xét của một toà án quân sự Đức, bất chấp sự phản đối mạnh mẽ của dư luận quốc tế thời đó. Cuộc hành hình bà đã bị lên án trên toàn thế giới.
Vào đêm trước cuộc hành hình, bà nói: "Lòng yêu nước là chưa đủ với tôi. Tôi không có thù hận hay ghét bỏ bất cứ ai." Những lời này sau đó được ghi trên đài tưởng niệm bà gần Quảng trường Trafalgar. Bà còn nói thêm rằng: "Tôi sẽ không ngừng chìa cánh tay cho đến khi những người khó khăn hơn mình được giúp đỡ".
Tấm lòng của bà được coi như lòng nhân đạo của bậc Thánh. Giáo hội Anh đã kỷ niệm bà trong Lịch các Thánh vào ngày 12 tháng Mười - ngày bà bị bắn lúc gần tròn 50 tuổi.
Cavell cũng được đánh giá là một nhà tiên phong của công việc điều dưỡng hiện đại ở Bỉ.

## Tiểu sử và sự nghiệp trước Đại chiến I
Cavell sinh ngày 4 tháng 12 năm 1865 tại Swardeston - một ngôi làng gần Norwich. Mẹ bà tên là Louisa Sophia, còn cha bà là mục sư Frederick Cavell - cha xứ của nhà thờ địa phương này trong suốt 45 năm. Ông bà mục sư có bốn người con mà Cavell là chị cả.
Thuở nhỏ, Cavell học ở trường trung học Norwich dành cho nữ. Sau đó, chuyển lên học ở các trường Clevedon, Somerset và Peterborough (Laurel Court).
Sau đó, trong khoảng thời gian 1890-1895,Cavell làm giáo viên kiêm bảo mẫu cho một gia đình ở Brussels. Khoảng cuối năm 1895, Cavell phải quay về nhà để chăm sóc cho cha bị bệnh nặng. Khi cha khỏi bệnh, Cavell đã tích luỹ được nhiều kinh nghiệm để trở thành y tá sau này. Vào tháng 4 năm 1896, lúc tuổi 30, Cavell nộp đơn xin trở thành một y tá tại Bệnh viện hoàng gia London (Royal London Hospital) thời đó do Matron Eva Luckes lãnh đạo.
Cavell còn làm ở nhiều bệnh viện khác nữa ở Anh, như bệnh viện Shoreditch (Bệnh viện St Leonard). Cavell còn làm y tá điều trị bệnh nhân tại nhà, hoặc đi du lịch cùng họ để chăm sóc với những người bệnh ung thư, thống phong, viêm phổi v.v.

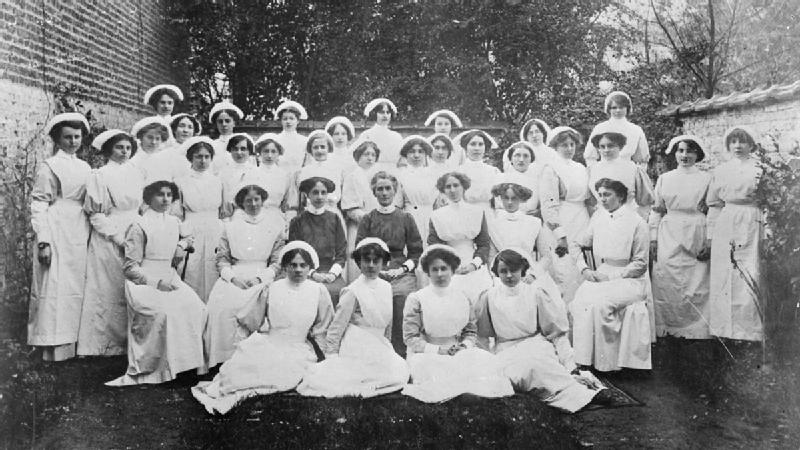
Bà Cavell (ở giữa) cùng các nữ học sinh.

Năm 1907, tiến sĩ Antoine Depage tuyển chọn Cavell làm việc tại một nhà điều dưỡng mới thành lập, gọi là L'École Belge d'Infirmières Diplômées, (hoặc Viện Y học Berkendael) ở phố nay gọi là Rue Franz Merjay thuộc thủ đô Brussels. Trong quá trình làm việc, bà nhận thấy rằng công việc gọi là điều dưỡng đã có đủ chỗ đứng ở Bỉ để thành một nghề nghiệp quan trọng, nên đã đưa ra tạp chí điều dưỡng "L'infirmière". Ngoài ra, bà còn đào tạo điều dưỡng viên và y tá cho một số bệnh viện, 24 trường học, và 13 trường mẫu giáo ở Bỉ (hình 2).
Khi Chiến tranh thế giới thứ nhất bùng nổ (năm 1914), bà phải về thăm mẹ lúc này đã góa bụa ở Norfolk. Sau đó quay trở về Brussels, làm việc cho Hội Chữ thập đỏ, lúc đó đã tiếp quản nhà điều dưỡng.

## Quay lại Brussels
Cavell đã làm việc trong một phòng khám Brussels với Tiến sĩ Depage, người phát triển một phần của "cơ thể người đang phát triển" trong ngành y tế ở Bỉ. Bà nhận ra rằng sự chăm sóc được cung cấp bởi các tổ chức tôn giáo đã không được theo kịp với những tiến bộ y tế. Năm 1910, Cavell được hỏi liệu cô có phải là người bảo trợ cho bệnh viện thế tục mới tại St Gilles hay không

## Đại chiến I
Đây là cuộc chiến giữa phe Hiệp Ước (chủ yếu là Anh, Pháp, Nga, và sau đó là Hoa Kỳ, Brasil) với phe Liên Minh (chủ yếu là Đức, Áo-Hung, Bulgaria và Ottoman). Vào tháng 11 năm 1914, sau khi Đức chiếm đóng Brussels, thì Cavell vốn là người Anh lại ở vùng chiếm đóng của Đức.
Sau khi chiến tranh nổ ra, các binh lính bị thương ngày càng nhiều. Thêm vào đó cũng có nhiều dân thường hoặc bị thương, hoặc muốn rời bỏ vùng bị chiếm đóng dẫn đến nhu cầu cần cứu giúp. Nhà điều dưỡng trước kia nay trở thành bệnh viện. Ở đây, mọi người bị thương được đưa đến đây dù là người Anh, người Pháp hay người Đức đều được các bác sĩ và y tá cứu chữa với tinh thần nhân đạo cao cả. Những binh lính của phe hiệp ước gồm Anh, Pháp, Nga sau khi được chữa trị vết thương, thường được người của bệnh viện giúp trốn ra ngoài để khỏi rơi vào tay quân đội Đức. Edith Cavell là người tích cực nhất trong hoạt động đầy nguy hiểm đó. Không những thế, bà còn che chở những người lính đang bị truy lùng trốn trong bệnh viện, rồi tổ chức đưa họ tới vùng an toàn. Cavell và Louis Séverin cùng một số người khác ở Brussels thường đã giúp và trợ cấp cho họ đến biên giới Hà Lan (hồi đó là nước trung gian).
Việc làm nhiều rồi cũng bị lộ, nhất là bà bị Gaston Quien chỉ điểm. Bà bị bắt ngày 3 tháng 8 năm 1915, rồi bị giam tại nhà tù Saint-Gilles mười tuần, trong đó hai tuần cuối bị biệt giam.
Trong các phiên tòa, bà bị truy tố vì giúp đỡ binh lính Anh và Pháp - là kẻ thù của Đức, đồng thời còn giúp thường dân Bỉ vượt biên sang Hà Lan. Bà đã thẳng thắn nhận tất cả các việc làm này của mình và ký ngay vào biên bản phiên tòa. Cavell đã tuyên bố rằng những người lính mà bà đã giúp sống an toàn và hạnh phúc hơn, cũng đã gửi thư cảm ơn bà, và bà không cần bào chữa gì.
Theo luật quân sự Đức thời đó, đây là hình phạt phải tử hình. Đoạn 58 của Bộ luật quân sự Đức xác định rằng "vào thời điểm chiến tranh, bất kỳ ai có ý định hỗ trợ một lực lượng thù địch, hoặc gây tổn hại cho quân đội Đức hoặc đồng minh" đều phạm một trong các tội được quy định tại khoản 90 của hình phạt Đức Mã số "sẽ bị trừng phạt bằng tử hình vì tội phản quốc". Bộ luật quân sự Đức mở rộng áp dụng đoạn 58 cho người nước ngoài "hiện diện trong vùng chiến tranh" (tức là bị xâm lược).
Một số người Đức (như Baron von der Lancken) đã đề nghị tha thứ cho Cavell, vì sự trung thực hoàn toàn của bà, vì bà cứu giúp rất nhiều người ở bên Đức cũng như Đồng minh, nhất là vì bà là nhân viên y tế. Tuy nhiên, Tướng von Sauberzweig, thống đốc quân sự Brussels, đã ra lệnh rằng "vì lợi ích của Nhà nước", việc thực hiện án tử hình Baucq và Cavell phải tiến hành ngay lập tức, không xét khoan hồng. Trong số 27 bị cáo hồi đó, có năm người bị kết án tử hình. Trong số năm người bị kết án tử hình này, cuối cùng chỉ có Cavell và Baucq là bị xử bắn.
Bà được coi như một nữ anh hùng cứu người.

## Hình ảnh

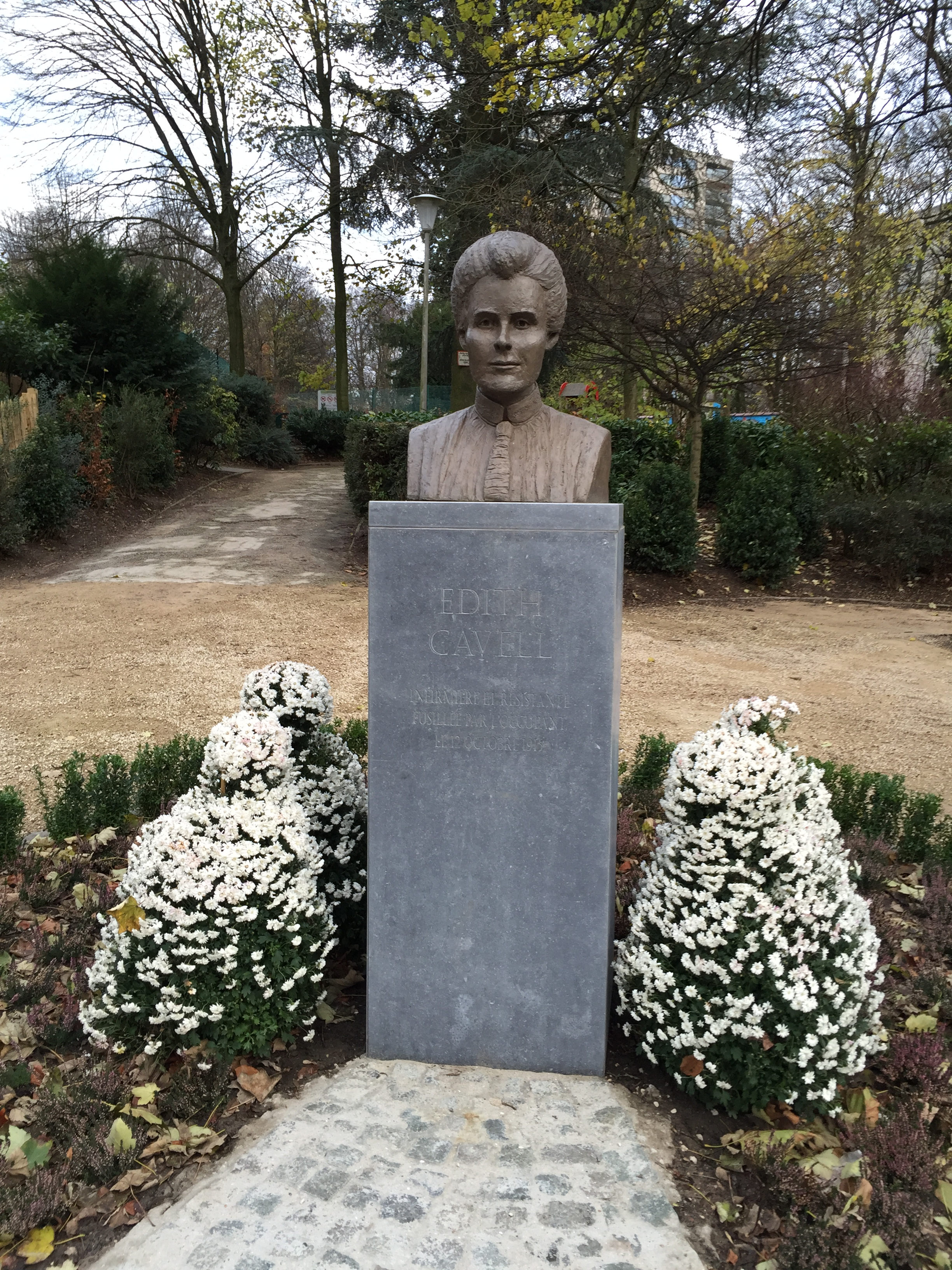
Tượng đài kỉ niệm Cavell ở London.
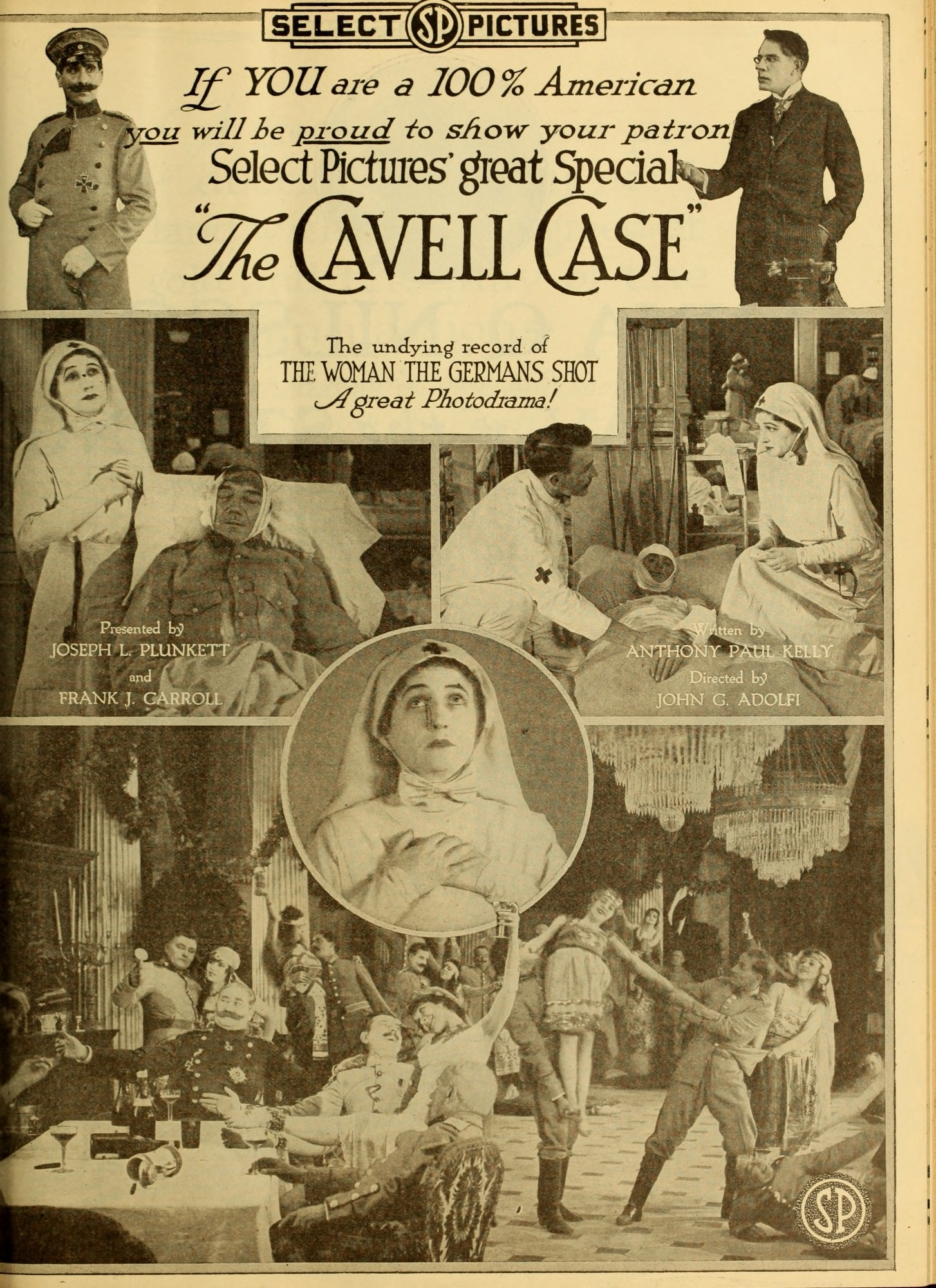
Giới thiệu bộ phim về bà ở Hoa Kỳ.
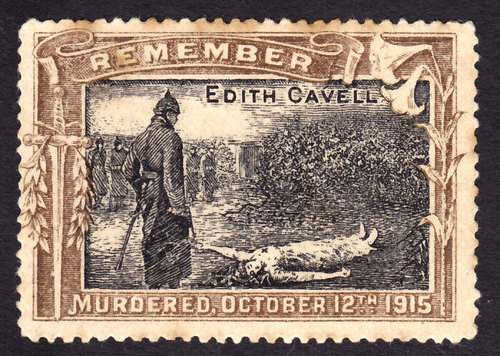
Con tem ghi nhận tội ác của Đức trong giết hại Cavell.
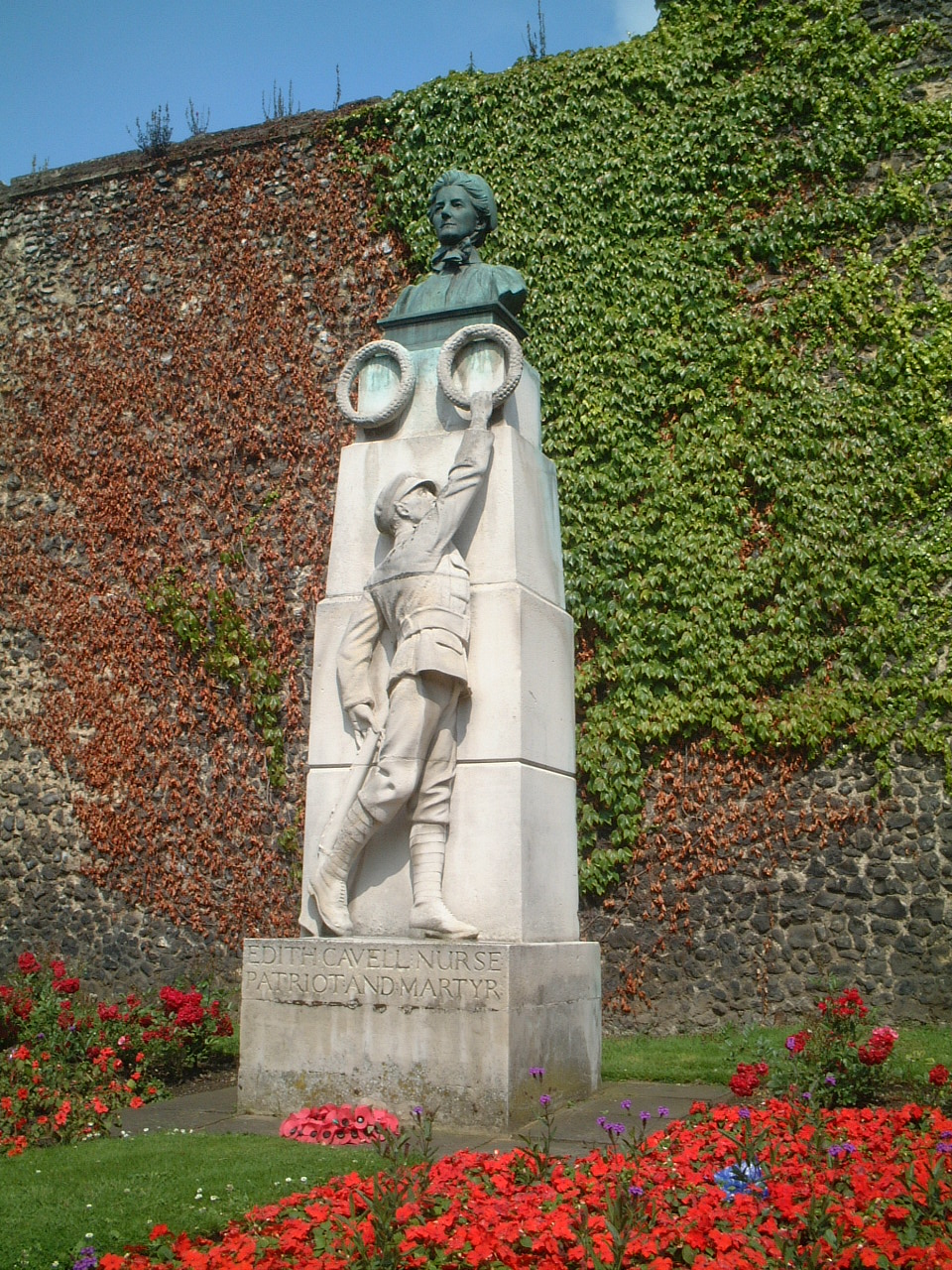
Tượng đài Cavell ở quê hương bà tại Norwich.